# Komin wulkaniczny w Żerkowicach
Komin wulkaniczny w Żerkowicach – pomnik przyrody w miejscowości Żerkowice w gminie Lwówek Śląski, w powiecie lwóweckim województwa dolnośląskiego. Pomnik znajduje się w lesie na wschód od drogi wojewódzkiej nr 297 łączącej Lwówek Śląski i Bolesławiec.

## Informacje
Pomnik znajduje się na działce nr 61 w północnej części miejscowości Żerkowice. Dojazd możliwy jest poprzez zjazd z drogi wojewódzkiej nr 297 na Gaszów. Po ok. 200 metrach, przy ostatniej posesji po lewej stronie, znajduje się wjazd. Po przekroczeniu bramy, kilkadziesiąt metrów dalej widoczna jest ściana kamieniołomu z tablicą „Pomnik przyrody”.
Pomnik obejmuje komin wulkaniczny – pozostałość po działalności wulkanicznej, której ślady pochodzą sprzed około 30–15 milionów lat. W tym czasie w rejonie Pogórza Kaczawskiego dochodziło do intensywnych wylewów lawy bazaltowej. W wyniku erupcji powstały różnorodne formy skalne, w tym charakterystyczne słupy bazaltowe oraz róże bazaltowe, widoczne w ścianach dawnego wyrobiska.
Komin wulkaniczny w Żerkowicach jest geologiczną odsłoną zbudowaną głównie z bazaltu, z towarzyszącą mu warstwą tufu wulkanicznego, która miejscami osiąga grubość kilku metrów. W strukturze skał widoczne są formy tzw. ciosu termicznego – efektu kurczenia się i pękania lawy w trakcie stygnięcia, który prowadzi do powstawania wielobocznych kolumn skalnych.
W osadach wulkanicznych występują również bomby wulkaniczne – oderwane fragmenty starszych skał osadowych, porwane przez wypływającą magmę z głębokości sięgających nawet 500 metrów. Zdarzają się również pustki pogazowe – pęcherzyki powstałe w trakcie krzepnięcia lawy, choć w przeciwieństwie do innych stanowisk wulkanicznych Dolnego Śląska, nie stwierdzono tu obecności agatów. Znaleźć można za to oliwiny – zielone minerały pochodzące z górnego płaszcza Ziemi.
Obiekt został objęty ochroną jako pomnik przyrody decyzją z dnia 22 czerwca 1988 roku. Jest to pomnik jednoobiektowy, którego celem jest zachowanie odsłonięcia geologicznego dokumentującego zjawiska wulkaniczne. Pomimo walorów naukowych i edukacyjnych, miejsce to jest słabo znane i rzadko opisywane w literaturze geologicznej, a dostęp do niego bywa utrudniony z uwagi na lokalizację na terenie prywatnym.
Komin wulkaniczny w Żerkowicach jest jednym z wielu przykładów pozostałości po neogeńskiej aktywności wulkanicznej na obszarze Pogórza Kaczawskiego, znanego jako Kraina Wygasłych Wulkanów. Choć powiat lwówecki nie bierze udziału w projekcie Geoparku Kaczawskiego, to stanowisko w Żerkowicach wpisuje się w szerszy kontekst geoturystyki regionu.